# Giuse Nguyễn Đức Cường
Giuse Nguyễn Đức Cường (sinh ngày 14 tháng 10 năm 1953) là một giám mục người Việt, hiện đảm trách vai trò giám mục chính tòa Giáo phận Thanh Hóa và Chủ tịch Ủy ban Công lý và Hòa bình trực thuộc Hội đồng Giám mục Việt Nam nhiệm kỳ 2022 - 2025. Trước đó, ông cũng đảm nhiệm vai trò Chu tịch Ủy ban Công lý và Hòa bình trong nhiệm kỳ 2019 - 2022. Trước khi được bổ nhiệm làm giám mục, ông là một linh mục thuộc Giáo phận Đà Lạt.
Giám mục Nguyễn Đức Cường sinh tại Thanh Hóa, sau đó gia đình di cư vào Nam đến vùng đất thuộc Giáo phận Đà Lạt. Quá trình tu học của ông kéo dài 23 năm, qua các giai đoạn Tiểu chủng viện Simon Hòa Đà Lạt, Đại Chủng viện Minh Hòa Đà Lạt, Đại học Công giáo Đà Lạt và Đại Chủng viện Thánh Giuse Sài Gòn. Năm 1992, ông được thụ phong linh mục bởi Tổng giám mục Phaolô Nguyễn Văn Bình.
Quay trở về Đà Lạt, ông trải qua nhiều chức vụ khác nhau cho đến khi trở thành linh mục Giáo hạt Madagui. Ở phương diện quốc gia, ông đảm nhiệm nhiều trọng trách: Phó Trưởng Ban Giáo lý Giáo tỉnh Sài Gòn, Thành viên Ủy ban Giáo lý Đức tin thuộc Hội đồng Giám mục Việt Nam, Trưởng Ban Giáo lý Giáo tỉnh Sài Gòn, Phó Ban Giáo lý toàn quốc.
Ngày 25 tháng 4 năm 2018, Tòa Thánh công bố quyết định chọn linh mục Nguyễn Đức Cường làm Giám mục chính tòa Giáo phận Thanh Hóa. Lễ tấn phong cho Tân giám mục đã được tổ chức vào ngày 27 tháng 6 năm 2018 lúc 7 giờ sáng, tại Nhà thờ chính tòa Thanh Hóa và được trực tiếp trên website Giáo phận.

## Thân thế và tu tập
Giám mục Giuse Nguyễn Đức Cường sinh ngày 14 tháng 10 năm 1953 tại xã Quảng Trường, huyện Quảng Xương, tỉnh Thanh Hóa, thuộc giáo họ Phúc Thái, giáo xứ Phúc Lãng, giáo hạt Chính Tòa, Giáo phận Thanh Hóa nhưng theo gia đình di cư vào Nam 1954. Cha ông vốn là một thợ mộc, gia đình vốn khó khăn. Ông là người con thứ hai trong gia đình ông gồm 10 anh chị em gồm 5 nam và 5 nữ. Trong số các chị em của ông có hai người đi theo con đường tu trì là Nữ tu Theresa Nguyễn Thị Hường thuộc Tu đoàn Bác Ái Xã Hội và Nữ tu Anna Nguyễn Thị Thanh Thu thuộc Dòng Mến Thánh Giá Đà Lạt. Gia đình ông hiện cư ngụ tại Giáo xứ Thanh Xá, giáo phận Đà Lạt. Giám mục Cường cũng là người con quê hương của giáo xứ Xuân Bảng, Tổng giáo phận Hà Nội.
Con đường tu học của ông bắt đầu bằng việc gia nhập Tiểu chủng viện Simon Hòa Đà Lạt năm 1969 cùng với 48 chủng sinh khác và học tại đây, nhờ sự hỗ trợ một nửa kinh phí từ phía linh mục chính xứ giáo xứ quê hương và một nửa đóng góp của gia đình, vừa đủ tiền nhập học. Sau đó, ông tiếp tục theo học tại Đại Chủng viện Minh Hòa Đà Lạt và Đại học Công giáo Đà Lạt từ năm 1972 đến năm 1975. Sau đó, ông thực tập mục vụ tại giáo xứ Thánh Tâm (còn gọi là Lộc Phát) cho đến khi tiếp tục con đường tu trì bằng việc tu học tại Đại chủng viện Thánh Giuse Sài Gòn từ năm 1986.

## Linh mục
Phó tế Giuse Cường được thụ phong linh mục ngày 27 tháng 6 năm 1992 tại Đại chủng viện Thánh Giuse Sài Gòn, với vị chủ phong là Tổng giám mục Tổng giáo phận Sài Gòn Phaolô Nguyễn Văn Bình. Sau khi được truyền chức linh mục, Tân linh mục được bổ nhiệm làm linh mục phó giáo xứ Tân Thanh Đà Lạt.
Sau đó, linh mục Giuse được bổ nhiệm làm linh mục phó giáo xứ Tân Bùi Đà Lạt từ ngày 30 tháng 4 năm 2001 trước khi đảm nhận vai trò chính xứ này vào ngày 27 tháng 6 năm 2005 và giữ chức vụ này đến năm 2014. Vì có thời gian làm linh mục phó cho vị tiền nhiệm, ông đã am tường các công tác tổ chức và quản lý giáo xứ đông giáo dân nhất giáo phận Đà Lạt với con số trên 16.000 giáo dân. Sau đó, ông được chuyển làm linh mục Quản Xứ Giáo Xứ MaDaGuoi và nhận chức vụ chính thức từ tháng 2 năm 2015, kiêm linh mục Quản hạt Tiên khởi Giáo hạt Madagui, Giáo phận Đà Lạt. Linh mục Giuse Cường đảm nhận vai trò thành viên Hội đồng Linh mục giáo phận Đà Lạt từ năm 2010 và thành viên Ban Tư vấn giáo phận Đà Lạt kể từ năm 2014.
Ngoài các chức danh tại các giáo xứ, ông còn đảm nhận nhiều vai trò quan trọng khác như Trưởng Ban Giáo lý Đức tin Giáo phận Đà Lạt trong vòng từ năm 2002 đến năm 2017; Phó Trưởng Ban Giáo lý Giáo tỉnh Sài Gòn từ năm 2005 đến năm 2017, trong đó bộ sách giáo lý giáo phận Đà Lạt được đánh giá cao; Thành viên Ủy ban Giáo lý Đức tin thuộc Hội đồng Giám mục Việt Nam, từ năm 2009; Trưởng Ban Giáo lý Giáo tỉnh Sài Gòn, Phó Ban Giáo lý toàn quốc từ năm 2014 đến năm 2017; từ năm 2010 đến năm 2017, đảm nhiệm thêm vai trò Thẩm phán Tòa án Hôn phối Giáo phận Đà Lạt. Năm 2017, ông được bổ nhiệm làm Phó Giám đốc tại Đại chủng viện Minh Hòa Đà Lạt.
Năm 2012 đến năm 2013, ông tu học tại Học viện Mục vụ Đông Á Manila, Philippines. Ngày 6 và 7 tháng 9 năm 2016, ông là một trong ba thuyết trình viên được mời thuyết trình trong thời gian tĩnh tâm linh mục đoàn Tổng giáo phận Hà Nội.

## Giám mục

### Công bố
Ngày 25 tháng 4 năm 2018, Tòa Thánh loan tin Giáo hoàng Phanxicô đã chọn linh mục Giuse Nguyễn Đức Cường làm Giám mục chính tòa Giáo phận Thanh Hóa. Tòa Giám mục Thanh Hóa yêu cầu khi tin bổ nhiệm được công bố chính thức vào lúc 17 giờ, tất cả các nhà thờ thuộc Giáo phận Thanh Hóa kéo chuông chia vui trong 3 phút. Dự kiến, Giám quản Tông Tòa Giuse Nguyễn Chí Linh sẽ gửi thư mục vụ hướng dẫn giáo phận đón tiếp tân giám mục. Thông báo trên được linh mục Chánh Văn phòng Tòa Giám mục Thanh Hóa Tôma Nguyễn Tiến Hạnh ấn ký. Tại Giáo phận Đà Lạt, lúc 17 giờ chiều ngày 25 tháng 4, linh mục đoàn giáo phận tập trung cử hành thánh lễ tại Giáo xứ Bảo Lộc, cùng công bố tin Giáo hoàng bổ nhiệm linh mục Nguyễn Đức Cường, một thành viên trong linh mục đoàn giáo phận, làm giám mục. Thánh lễ này do Giám mục Antôn Vũ Huy Chương, giám mục chính tòa Đà Lạt cùng giám mục Phó Đà Lạt Đa Minh Nguyễn Văn Mạnh cùng đông đảo các linh mục cử hành. Tại buổi lễ này, giám mục Chương đã đội mũ Zucchetto và thánh giá đeo ngực cho Tân giám mục Thanh Hóa. Cũng trong buổi lễ, phát biểu đầu tiên trước cộng đoàn trên cương vị một giám mục, ông xin cộng đoàn giáo dân cầu nguyện cho mình trong trách vụ mới. Cũng trong thời gian công bố tin, tại Tòa Giám mục Thanh Hóa tập trung đông đảo các chủng sinh, nữ tu, linh mục do Giám mục Giám quản Nguyễn Chí Linh chủ sự nghi thức cầu nguyện và cảm tạ việc bổ nhiệm. Đông đảo các giáo dân giáo phận cũng tập trung đọc kinh tại các nhà thờ hay đơn giản và hướng đến các nhà thờ hiện đóng cửa. Việc kéo chuông chia vui cũng được tất cả các nhà thờ thực hiện như thông báo từ Tòa Giám mục.
Cùng ngày, Giám quản Tông Tòa Giáo phận Thanh Hóa - Tổng giám mục Tổng giáo phận Huế Giuse Nguyễn Chí Linh, trên cương vị Chủ tịch Hội đồng Giám mục Việt Nam đã gửi văn thư chúc mừng giám mục Tân cử.
Nói về cảm nhận của ông khi được bổ nhiệm làm Giám mục Thanh Hóa, ông cho biết mình ngạc nhiên, tạ ơn, lo âu, tin tưởng và hy vọng. Tân giám mục Cường cũng cho biết ông đã tìm đọc các văn bản của Giáo hội Công giáo về chức vụ Giám mục và nhận định đây là một chức vụ nặng nề và cao cả. Nói về đường hướng mục vụ tại giáo phận, Giám mục Cường cho biết ông sẽ chú trọng vào việc truyền giáo vì trong khu vực thuộc giáo phận, chỉ có 3% dân cư là người Công giáo.

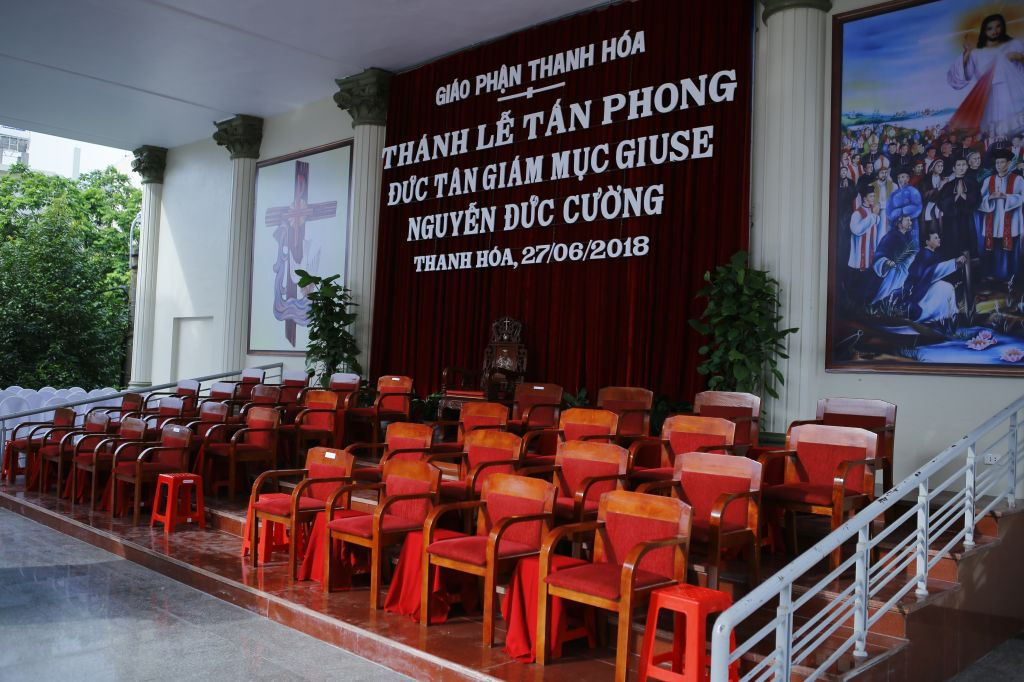
Ảnh Giáo phận Thanh Hóa chuẩn bị lễ đài lễ Tấn phong

### Chuẩn bị
Ngày 3 tháng 5 năm 2018, phái đoàn đại diện Giáo phận Thanh Hóa đến Giáo phận Đà Lạt với mục đích chào mừng Tân giám mục Giáo phận Giuse Nguyễn Đức Cường. Phái đoàn do Tổng giám mục Giuse Nguyễn Chí Linh, Giám quản Tông Tòa dẫn đầu. Cũng trong dịp này, với cương vị Chủ tịch Hội đồng Giám mục Việt Nam, giám mục Linh đã ký quyết định thành lập Chủng viện Minh Hòa - Đà Lạt trở thành Cơ sở II của Đại chủng viện Thánh Giuse Xuân Lộc.
Chiều ngày 13 tháng 6 năm 2018, ông chia tay Giáo phận Đà Lạt bằng buổi lễ cử hành vào chiều cùng ngày tại Nhà thờ chính tòa Đà Lạt. Tham dự buổi lễ có hai giám mục Đà Lạt, Giám mục chính Vũ Huy Chương và Giám mục Phó Nguyễn Văn Mạnh cùng đông đảo linh mục đồng tế. 16 giờ chiều ngày 14 tháng 6, chuyến bay chở Giám mục Tân cử Nguyễn Đức Cường đáp xuống sân bay Thọ Xuân, Thanh Hóa. Đón tiếp Giám mục Tân cử có linh mục Đại diện Giám quản Micae Trịnh Ngọc Tứ cùng các thành phần giáo dân giáo phận. Đoàn tiếp tục đi xe ô tô về nhà thờ chính tòa, nơi đông đảo giáo dân cùng Giám mục Giám quản Nguyễn Chí Linh đứng chờ đón. Sau các nghi thức chào hỏi và chính thức treo huy hiệu Giám mục của Tân giám mục Nguyễn Đức Cường tại nhà thờ chính tòa, Giám mục Cường cũng tiến về Tòa Giám mục Thanh Hóa vào cuối buổi chiều cùng ngày.

### Ý nghĩa Huy hiệu và Khẩu hiệu Giám mục
Hình ảnh huy hiệu tượng trưng cho cấu trúc địa lý Thanh Hóa với đồi núi, sông biển và đồng bằng. Hình ảnh con thuyền căng buồm ra khơi, theo ý chí "vươn tới nơi nước sâu" trong việc loan báo Tin Mừng. Châm ngôn được trích dẫn từ Phúc Âm theo Thánh Luca: Chúa Giêsu đã nói với ông Simon Phêrô: "Hãy ra chỗ nước sâu mà thả lưới bắt cá". Ông trả lời với Chúa: "Thưa Thầy, chúng tôi đã vất vả suốt đêm mà không bắt được gì cả. Nhưng vâng lời Thầy, tôi sẽ thả lưới". Kết quả là ông đã bắt được rất nhiều cá đến nỗi phải nhờ bạn đánh cá khác kéo lưới giúp. (x. Lc 5, 4-7). Ông giải nghĩa huy hiệu của mình: với ý nghĩa chỗ nước sâu chính là giáo phận Thanh Hóa, nhất là các hoàn cảnh nghèo khổ, bệnh tật. Ông dùng khẩu hiệu này để nhắc bản thân đến với những người bị bỏ lại phía sau. Ngoài ra, hình ảnh tượng trưng trong Kinh Thánh về sự hỗ trợ của các bạn chài, Giám mục Cường mong muốn hình ảnh này nhắc bản thân mình phải biết cộng tác với các linh mục, tu sĩ và giáo dân trong công tác truyền giáo.
Nói về lý do chọn Khẩu hiệu và hình ảnh huy hiệu, giám mục Cường cho biết truyền giáo là bổn phận ưu tiên của mình và cũng chính là chủ đề mà Giáo phận Thanh Hóa chọn để cử hành kỷ niệm 85 năm thành lập. Hình ảnh và màu sắc hoàn toàn giống với biểu trưng trong khẩu hiệu của Giáo phận Thanh Hóa và ông mong mỏi mình sẽ tiếp tục thực hiện các công tác mục vụ của các vị tiền nhiệm.

### Truyền chức

#### Nghi thức tuyên xưng Đức Tin

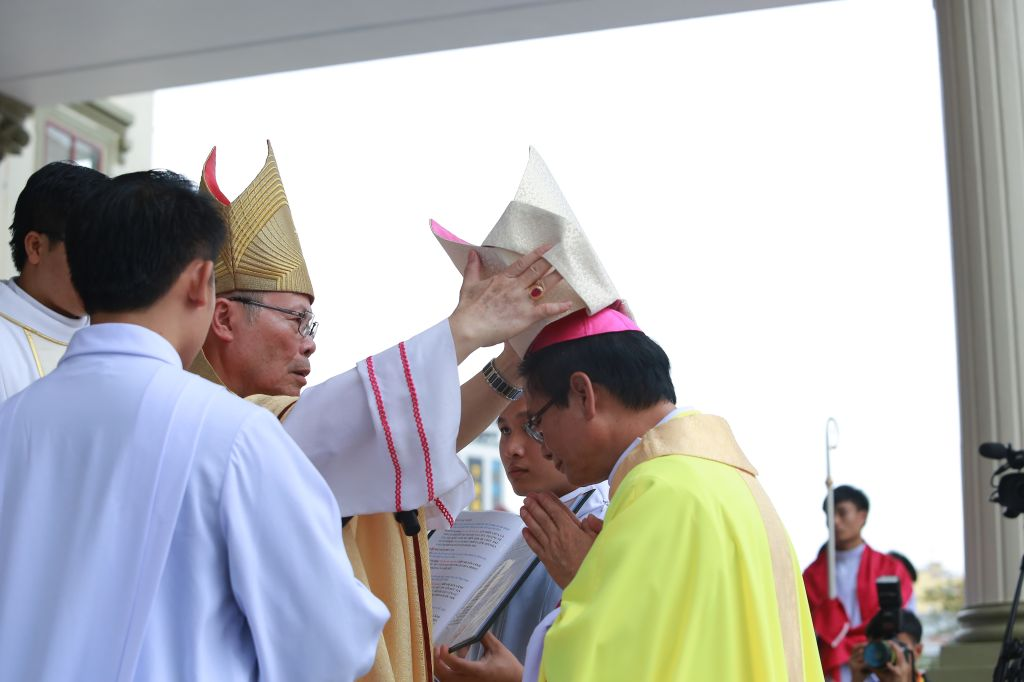
Nghi thức truyền chức Tân giám mục

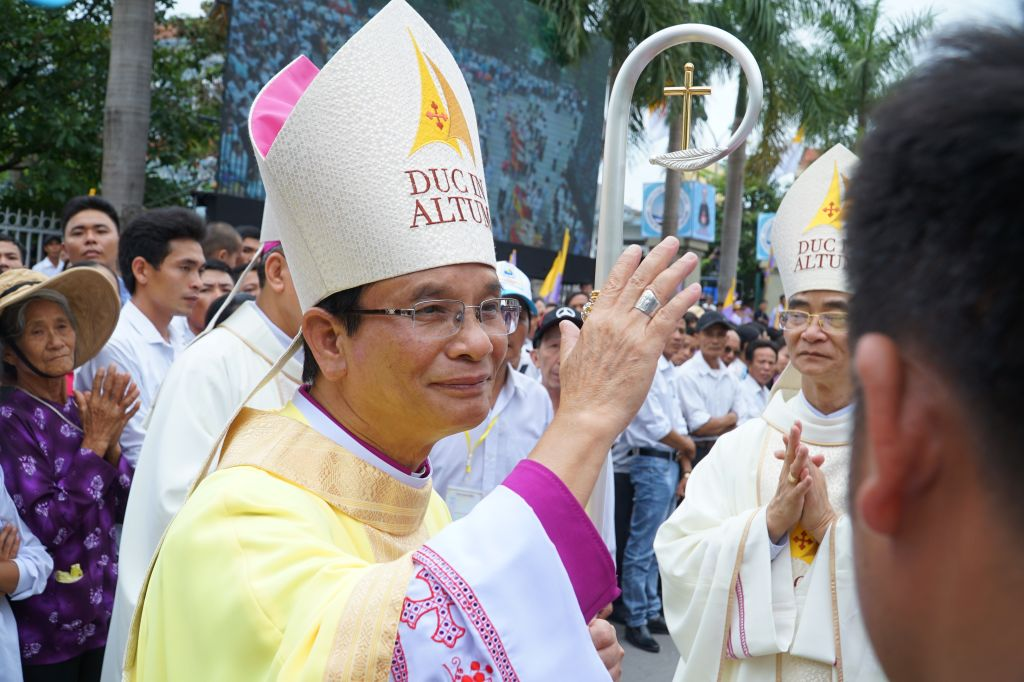
Nghi thức chúc lành của Tân giám mục

Chiều ngày 24 tháng 6 năm 2018, nhân dịp lễ Sinh nhật Thánh Gioan Tẩy Giả được cử hành tại nhà thờ chính tòa, Tổng giám mục Giuse Nguyễn Chí Linh cử hành cùng đồng tế với Giám mục Tân cử Nguyễn Đức Cường, linh mục Đại diện Giám quản Micae Trịnh Ngọc Tứ, đông đảo các linh mục tu sĩ và giáo dân. Cùng trong lễ này, nghi thức tuyên xưng Đức Tin của Tân giám mục Nguyễn Đức Cường cũng đã được cử hành.

#### Đêm diễn nguyện và lễ Tấn phong
Đêm diễn nguyện chào mừng lễ tấn phong Tân giám mục Thanh Hóa bắt đầu từ lúc 19 giờ 30 phút ngày 26 tháng 6 đến 22 giờ cùng ngày và được truyền hình trực tiếp trên website giáo phận. Cùng ngày các ban bệ Giáo phận đã chuẩn bị lễ đài, đón tiếp các chức sắc, tu sĩ đến Tòa Giám mục.
Lễ Tấn phong Tân giám mục Nguyễn Đức Cường được cử hành vào lúc 7 giờ sáng, ngày 27 tháng 6 năm 2018 và cũng được truyền hình trực tiếp trên website giáo phận này. Đồng tế có Hồng y Phêrô Nguyễn Văn Nhơn, trưởng Giáo tỉnh Hà Nội và 28 giám mục thuộc Hội đồng Giám mục Việt Nam, Chánh Văn phòng Hội đồng Giám mục Giuse Đào Nguyên Vũ cùng Tham tán Tòa Sứ thần Singapore là Đức ông Yovko Pishtiyski, đại diện cho Tổng giám mục Marek Zalewski, Đại diện Không thường trú tại Việt Nam  không thể đến dự, cùng đông đảo linh mục. Tham dự lễ truyền chức còn có đông đảo tu sĩ nam nữ cùng giáo dân, không những giáo dân giáo phận Thanh Hóa, còn có một số người dân tộc K'Ho, đến từ giáo xứ cũ của Tân giám mục. Phần bài giảng do Giám mục Đà Lạt Vũ Huy Chương soạn, tuy nhiên giám mục này mắc bệnh nên không thể đến dự, bài giảng này được diễn giải bởi Giám mục Phó Đà Lạt Nguyễn Văn Mạnh. Chủ phong nghi thức truyền chức là Tổng giám mục Giuse Nguyễn Chí Linh, Giám quản Tông Tòa Thanh Hóa và hai vị phụ phong, gồm Giám mục Giuse Nguyễn Năng, giám mục Giáo phận Phát Diệm và Giám mục Phó Giáo phận Đà Lạt Đa Minh Nguyễn Văn Mạnh.

### Lễ Tạ ơn
Ông đã cử hành lễ tạ ơn tại giáo xứ quê hương Phúc Lãng vào chiều ngày 28 tháng 6. Sau đó, chiều ngày 1 tháng 7, ông cử hành lễ tạ ơn tại Trụ sở Giáo phận Thanh Hóa tại Tổng giáo phận Thành phố Hồ Chí Minh. Ngày 30 tháng 7 cùng năm, ông trở về Giáo xứ Mađaguôi cử hành lễ tạ ơn và ban bí tích Thêm sức cho các thiếu nhi tại đây.

### Mục vụ
Các giám mục Việt Nam từ 27 giáo phận họp Đại hội XIV Hội đồng Giám mục Việt Nam tại trung tâm Mục vụ Giáo phận Hải Phòng vào cuối tháng 9 và đầu tháng 10 năm 2019. Trong khuôn khổ đại hội, các giám mục đã sắp xếp và bầu chọn nhân sự trong hội đồng và chọn Giám mục Nguyễn Đức Cường đảm trách vai trò Chủ tịch Ủy ban Công lý và Hòa bình trực thuộc Hội đồng Giám mục trong nhiệm kỳ 2019 - 2022.
Nhân dịp Tết Nguyên Đán, nhằm hỗ trợ những người dân tộc H'Mông đón Tết, trong hai ngày 18 và 19 tháng 1 năm 2020, Giám mục Nguyễn Đức Cường và các linh mục, các nhà tài trợ đã đến thăm hai cộng đoàn Công giáo là Pù Ngùa, Pa Púa (huyện Mường Lát) và Suối Tôn (huyện Quan Hóa). Các vật phẩm hỗ trợ được trao tặng không phân biệt tôn giáo, là do sự chuẩn bị từ Caritas Giáo phận Thanh Hóa với sự trợ giúp của các mạnh thường quân.
Các giám mục Việt Nam từ 27 giáo phận họp Đại hội XV Hội đồng Giám mục Việt Nam tại trung tâm Mục vụ Tổng giáo phận Hà Nội vào đầu tháng 10 năm 2022. Trong khuôn khổ đại hội, các giám mục đã sắp xếp và bầu chọn nhân sự trong hội đồng và tiếp tục chọn Giám mục Nguyễn Đức Cường đảm trách vai trò Chủ tịch Ủy ban Công lý và Hòa bình trực thuộc Hội đồng Giám mục trong nhiệm kỳ 2022 - 2025.

## Tông truyền
Giám mục Giuse Nguyễn Đức Cường được truyền chức năm 2018, thời Giáo hoàng Phanxicô, bởi:
- Chủ phong: Tổng giám mục Giuse Nguyễn Chí Linh, Tổng giám mục Tổng giáo phận Huế, Giám quản Tông Tòa Giáo phận Thanh Hóa, Chủ tịch Hội đồng Giám mục Việt Nam.
- Hai vị phụ phong: Giám mục Giuse Nguyễn Năng, Giám mục chính tòa Giáo phận Phát Diệm, Phó Chủ tịch Hội đồng Giám mục Việt Nam và Giám mục Đa Minh Nguyễn Văn Mạnh, giám mục Phó Giáo phận Đà Lạt.

Dưới đây là sơ đồ tính Tông truyền từ giám mục Việt Nam đầu tiên được giám mục ngoại quốc chủ phong cho đến đời Giám mục Nguyễn Đức Cường.
Giám mục Giuse Nguyễn Đức Cường là phụ phong trong nghi thức truyền chức cho giám mục:
- Năm 2024, Gioan Baotixita Nguyễn Huy Bắc, hiện đang là giám mục chính tòa Giáo phận Ban Mê Thuột.